# Charles Édouard Guillaume
Charles Édouard Guillaume (n. 15 februarie 1861, Fleurier⁠(d), cantonul Neuchâtel, Elveția – d. 13 iunie 1938, Sèvres, Métropole du Grand Paris, Franța) a fost un fizician elvețian, laureat al Premiului Nobel pentru Fizică în 1920, pentru descoperirea unor anomalii în aliajele de nichel-oțel. De asemenea, Guillaume a descoperit două aliaje de oțel-nichel, numite de el invar și elinvar.